# Мускулна треска
Мускулната треска е специфична болка или дискомфорт, появяващ се след интензивно натоварване на определен мускул или мускулна група, което надхвърля силата или продължителността, на която мускулът е свикнал да бъде натоварван.
Обикновено болезнеността започва да се усеща около 24 часа след натоварването, най-силна е 48 – 72 часа след това, и може да продължи цяла седмица (8 – 10 дни).

## Механизъм на мускулната треска
Някога се е считало, че мускулната треска се дължи на синтеза на млечна киселина, но по-съвременни теории предполагат, че се дължи на миниатюрни разкъсвания в мускулната тъкан, причинени от неравномерно или необичайно натоварване. Причината за отпадане на теорията за млечната киселина е, че след като млечната киселина се разсейва сравнително бързо в тялото, това не може да обясни болката, оставаща и през следващия ден.
Въпреки че точната причина не е установена, изглежда че видът мускулно натоварване е основен фактор за развитие на мускулна треска. Упражнения, изискващи много неравномерни натоварвания (като тичане надолу по склон), биха довели до най-тежките форми на мускулна треска, тъй като подобно натоварване би причинило по-големи поражения за мускулната тъкан, отколкото стандартни равномерни натоварвания (например изкачване).
Едно изследване твърди, че мускулната треска не е предизвикана от болката в повредената мускулна тъкан, а се дължи на подсилващ процес. Мускулът реагира на тренировката, като се подсилва до степен, по-висока от предишната, чрез изграждане на нови сегменти в мускулната тъкан. Този процес на подсилване кара клетките да нарастват и да упражняват натиск върху околните нерви и артерии, причинявайки мускулна треска.

## Предотвратяване
Мускулната треска може да бъде избегната или смекчена, чрез постепенно увеличаване на интензивността на натоварването.
Предварителното разтягане или загряване на мускулите не предотвратява мускулната треска.

## Лечение
Според различни твърдения, повторното натоварване на засегнатите мускули със същите упражнения, с които са били натоварени преди мускулната треска, е най-добрият начин за намаляването или премахването ѝ. Всяка мярка, която увеличава притока на кръв към мускулите, като работа с ниска интензивност, масажиране на засегнатите мускули, горещи вани, или посещение на сауна могат също да помогнат.